# LEW EL 4
Die Baureihe EL 4 des LEW Hennigsdorf bezeichnet eine Elektrolokomotive, die von 1960 bis 1971 in 37 Exemplaren gebaut wurde.

## Entwicklung
Im Vergleich zu den anderen von LEW (insbesondere für die Braunkohleindustrie der DDR) entwickelten Normalspurbaureihen wie der EL 2 fallen vor allem die geringe Leistung und die geringe Achsfahrmasse auf. Diese weisen eindeutig auf den Verwendungszweck hin: Die Braunkohlelokomotiven wurden für die Traktion schwerer Züge auf entsprechend starkem Oberbau entwickelt. Hingegen ist die EL 4 eine Lokomotive für Werksbahnen, die oftmals nur wenige Wagen auf leichtem Oberbau mit geringen Geschwindigkeiten bewegen.
Aufgrund der geringen Zahl elektrisch betriebener Werksbahnen erreichte die EL 4 nie größere Stückzahlen in der DDR. Über 30 Stück gingen ins sozialistische Ausland, teilweise ausgerüstet mit Puffern und Schraubenkupplung oder mit SA-3-Kupplungen. Vier der Lokomotiven wurden an Betriebe im Raum Berlin ausgeliefert, eine Maschine ging nach Thüringen. Vier der Lokomotiven sind heute noch erhalten, davon befindet sich eine wieder im Einsatz bei der Buckower Kleinbahn.

## Technik

### Mechanischer Teil
Die LEW EL 4 hat einen mittels Blattfedern abgestützten Kastenrahmen aus Blechen und Profilen in Schweißkonstruktion. Die Radsätze bestehen aus Scheibenrädern mit Achsgleitlagern und aufgeschrumpften Radreifen. Die Drucklufterzeugung für die Bremse und Hilfsbetriebe erfolgt über einen 50-cm³-Kolbenkompressor. Die Luftansaugung für die Fahrmotoren erfolgt über einen Vorbau (bei 600-V-GS-Ausführung). In den abnehmbaren Vorbauten mit Klappen sind Geräte angeordnet.

### Elektrischer Teil
Die Fahrstufen werden über einen handbetätigten Nockenfahrschalter gewählt. Gebremst wird mit einer selbsterregten, verkreuzten Bremsschaltung, die die selbstbelüfteten Anfahr- und Bremswiderstände steuert. Die Lok besitzt einen Hauptstromabnehmer bzw. zusätzlich mit zwei Seitenstromabnehmern in Hebe-/Drehtechnik. Die Beleuchtung wird direkt mit Fahrleitungsspannung betrieben, eine gesonderte Steuerung ist nicht vorhanden.

## Einsatz und Verbleib
Die erstgebaute EL 4 war die Maschine mit der Fabriknummer 9890 von 1960, sie wurde im Juni 1960 an das Glaswerk in Stralau ausgeliefert. 1974 wurde die Lok dort nicht mehr benötigt und an die Strausberger Eisenbahn abgegeben, die sie als Nummer 14 im Güterverkehr auf der ehemaligen Kleinbahnstrecke durch Strausberg einsetzte.
Eine weitere EL 4 mit der Fabriknummer 10051 wurde 1963 fabrikneu an die Strausberger Eisenbahn ausgeliefert und löste dort mit der Nummer 15 eine 40 Jahre alte, deutlich schwächere E-Lok ab. Bis nach der Wiedervereinigung wurden beide EL 4 gemeinsam im Güterverkehr eingesetzt. Nachdem dieser wegfiel, wurden beide Loks 2004 bzw. 2005 an die als Museumsbahn betriebene Buckower Kleinbahn abgegeben.
Im Jahr 1964 erhielt das Bahnpostamt Berlin Ostbahnhof zwei Lokomotiven der Baureihe EL 4 mit den Fabriknummern 10046 und 10047, die dort für den Verschub der Postwagen eingesetzt wurden. Beide Lokomotiven gelangten nach etwa 15 Jahren zur Güterbahn Berlin-Oberschöneweide („Bullenbahn“), die zum damaligen Zeitpunkt zur Berliner Straßenbahn gehörte. Sie erhielten die Betriebsnummern L1 und L2. Die Lokomotiven wurden daher im Straßenbahn-Betriebshof Nalepastraße beheimatet und auch gewartet. Nach der Übernahme der „Bullenbahn“ durch die BEHALA erhielten auch die beiden EL 4 nach der Wiedervereinigung eine neue Heimat im Osthafen, wurden jedoch kurz darauf abgestellt. Die L2 steht heute als Denkmal an der BEHALA-Verwaltung im Westhafen, die L1 soll 1995 dem Eisenbahn- und Technik Museum Rügen überlassen worden sein.
Die fünfte EL 4 ist die Lok mit der Fabriknummer 12821, die 1972 von LEW an die Werkbahn des Zement- und Mineralwollewerkes Bad Berka ausgeliefert wurde. Dort erhielt sie die Betriebsnummer III und wurde von der Auslieferungsbauart (600 V DC) auf das betriebseigene Stromsystem mit 220 Volt Gleichstrom umgebaut. Sie ersetzte dort eine bereits 1898 gebaute und mehrfach umgebaute Lok, die ursprünglich auf der Drehstrom-Versuchsstrecke Groß-Lichterfelde–Zehlendorf erprobt wurde und heute im Verkehrsmuseum Dresden ausgestellt ist. Die EL 4 wurde bis zur Stilllegung der Werksbahn in Bad Berka eingesetzt und steht seit dem 23. März 2010 im Eisenbahnmuseum Weimar.

## Bildergalerie

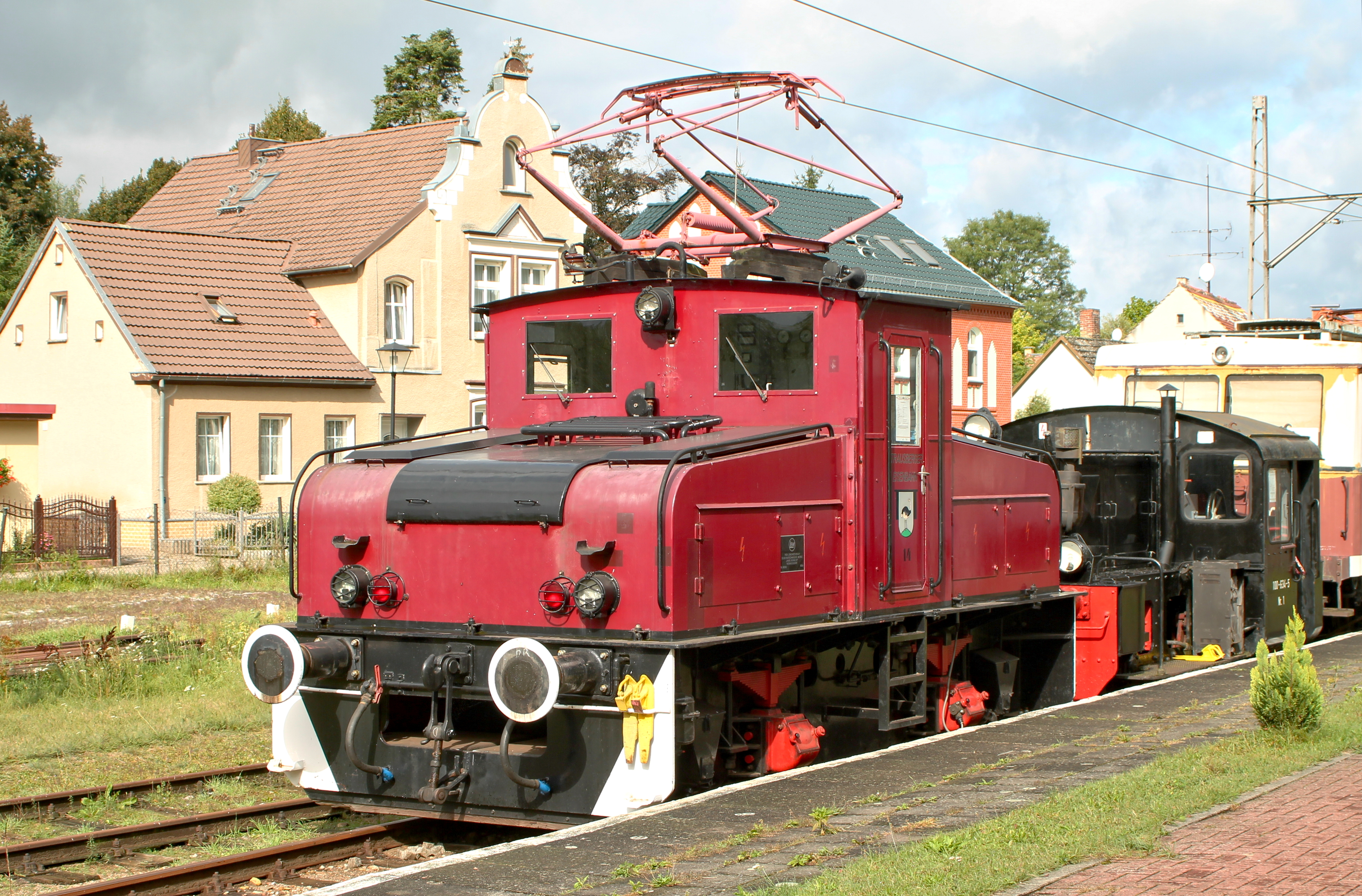
Strausberg Lok 14 (2012)
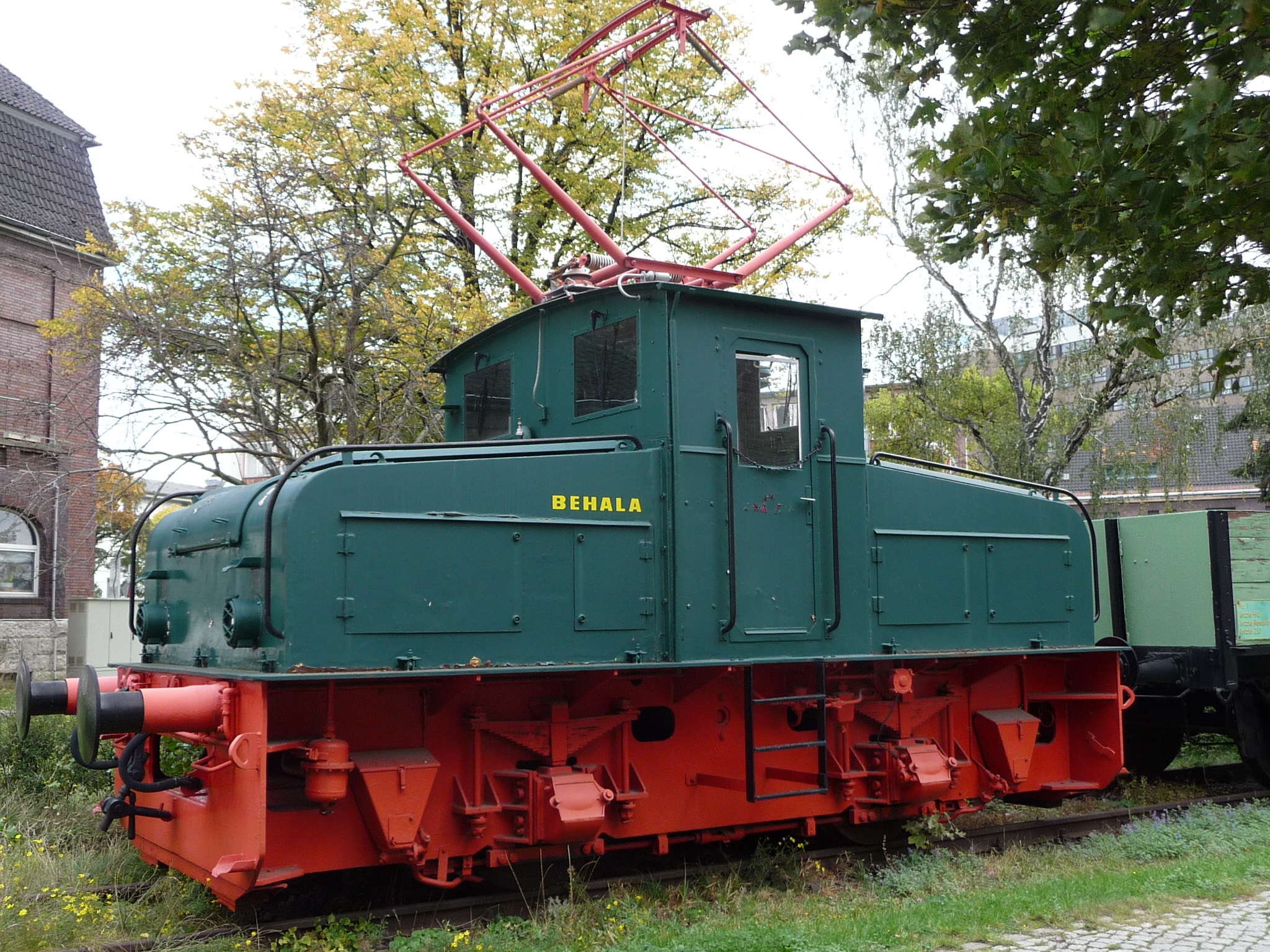
Berlin Westhafen L2 (2009)
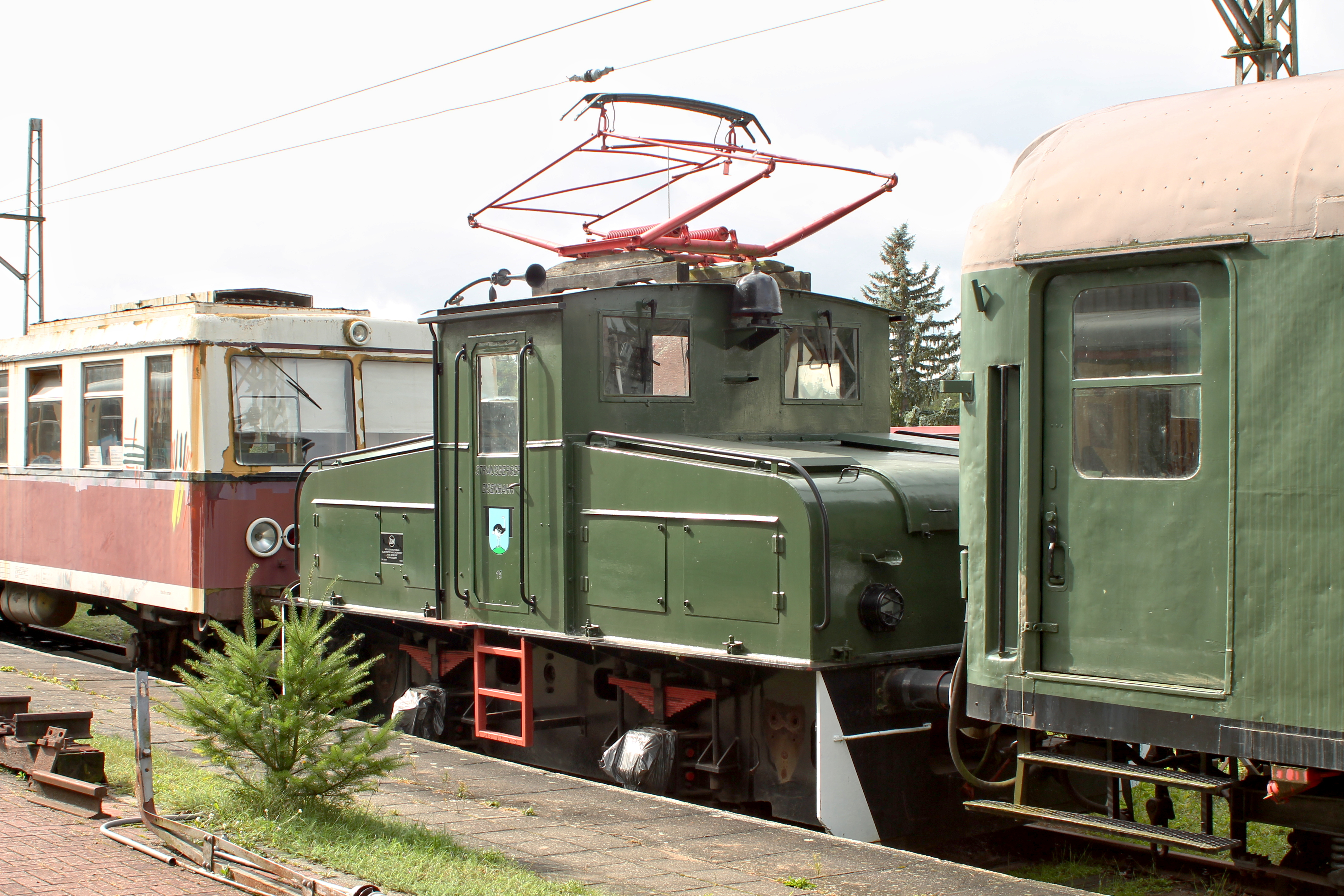
Strausberg Lok 15 (2012)
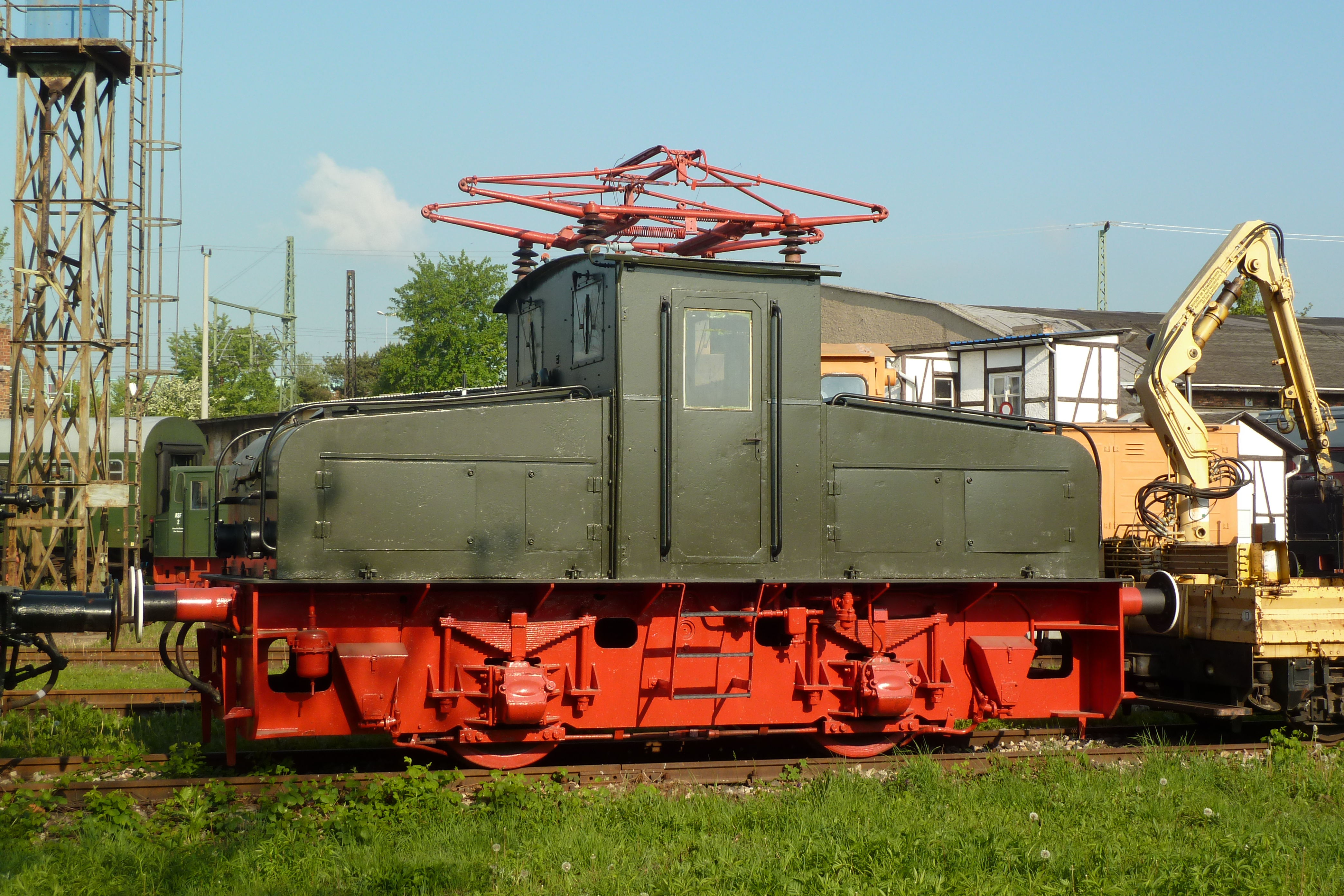
TEV Weimar Lok III (2011)